# Paziowie królowej Marysieńki
Paziowie królowej Marysieńki – opera komiczna Stanisława Dunieckiego w dwóch aktach. Prapremiera odbyła się we Lwowie 16 grudnia 1864. Autorem libretta był Paweł Duniecki.

## Treść
Akcja rozgrywa się w ogrodzie wilanowskim za panowania Jana III Sobieskiego. Trefniś królewski (Winnicki) pomaga jednemu z paziów królowej Marysieńki (Januszowi) połączyć się z jego ukochaną panną Aliną Zawiszanką. Sprawę utrudnia fakt, że o rękę panny stara się protegowany królowej Marysieńki - markiz de Lussac zwany "francuskim kogucikiem". Winnicki obmyśla plan wyjścia z sytuacji. Przypomina sobie dawną umowę z Janem III Sobieskim: król niegdyś dla żartu przyjął zakład, że trefniś gdy wsadzi koguta na jaja - jaką tylko zechce może żądać od króla nagrodę. Winnicki zwabia do pałacu markiza de Lussac i opowiada mi historię, że w Polsce żadna kura nie chce teraz znosić jaj, a ponieważ królowa Marysieńka przepada za młodymi kurczętami, Winnicki sam musi całymi dniami siedzieć na jajach zastępując kury. Następnie prosi markiza o pomoc w tym zajęciu, gdyż sam musi na chwilę opuścić stanowisko na pilne wezwanie króla. Markiz zgadza się, siada na jajach i aby dodać sobie realizmu zaczyna piać i gdakać. Tymczasem Winnicki pędzi po króla i prezentuje mu taki oto widok: francuski kogucik siedzi na jajach i gdacze jak kura. Król jest szczerze rozbawiony i uznaje, że zakład przegrał. Trefniś prosi zatem o rękę Aliny Zawiszanki dla pazia Janusza.

## Przedstawienia
Duża popularność tego utworu przypada na koniec XIX w. W kolejnym stuleciu był on grany znacznie rzadziej, m.in. w: Teatrze Muzycznym w Gdyni (1960, reż. Zdzisław Maklakiewicz), Operze im. Stanisława Moniuszki w Poznaniu (1964, reż. Danuta Baduszkowa) oraz w Teatrze Wielkim w Warszawie (1984, reż. Maciej Dzienisiewicz, wznowienie w 1990).